# Calle Vivian
La Calle Vivian (en inglés: Vivian Street) es una arteria de sentido único situada en el centro de Wellington (Nueva Zelanda). Forma parte de la red de carreteras estatales 1 del país.
Desde marzo de 2007, es una calle es de sentido único en dirección este, tras la finalización de la circunvalación interior de Wellington a través de Te Aro.

## Barrio rojo
Durante la mayor parte del siglo XX, la calle formó parte del barrio rojo de Wellington, sobre todo en su mitad occidental, alrededor del cruce con Calle Cuba. Contenía locales de estriptis y burdeles ilegales. Durante la Primera Guerra Mundial, la zona era conocida como "Gallipoli", debido al número de soldados que la visitaban. Con la despenalización de la prostitución a principios del siglo XXI, la "reputación" de la calle está resurgiendo, con la reciente apertura de Il Bordello Gentlemen's Club y la reapertura del Liks Bar. Entre estos dos establecimientos se encuentra un local de música en directo para músicos underground y otros artistas emergentes de Nueva Zelanda, Valve Bar.